# Tobarra
Tobarra ist eine Gemeinde (municipio) mit 7.947 Einwohnern (Stand: 2024) in der spanischen Provinz Albacete der Autonomen Region Kastilien-La Mancha. Zu der Gemeinde gehören neben dem Hauptort Tobarra die Ortschaften Aljubé, Cordovilla, Los Mardos, Mora de Santa Quiteria, Santiago de Mora, Sierra und Alborajico.

## Lage
Tobarra liegt in der Comarca Campos de Hellín in einer Höhe von ca. 660 m. Der Ort selbst liegt etwa 45 Kilometer südsüdwestlich der Provinzhauptstadt Albacete. Durch die Gemeinde führt die Autovía A-30 von Albacete nach Murcia.
Bekannt ist auch das Natura2000-Gebiet Saladar de Cordovilla.

## Bevölkerungsentwicklung
| Jahr      | 1950   | 1970  | 1981  | 1991  | 2001  | 2011  | 2021  |
| Einwohner | 13.289 | 8.707 | 7.724 | 7.322 | 7.607 | 8.195 | 7.691 |

## Sehenswürdigkeiten
- Burgruine (El Castellar)
- Kirche Mariä Himmelfahrt

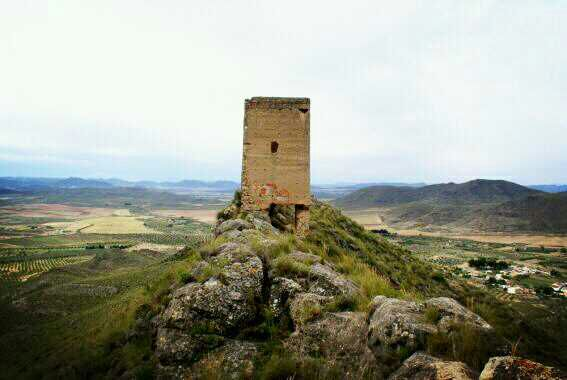
El Castellar
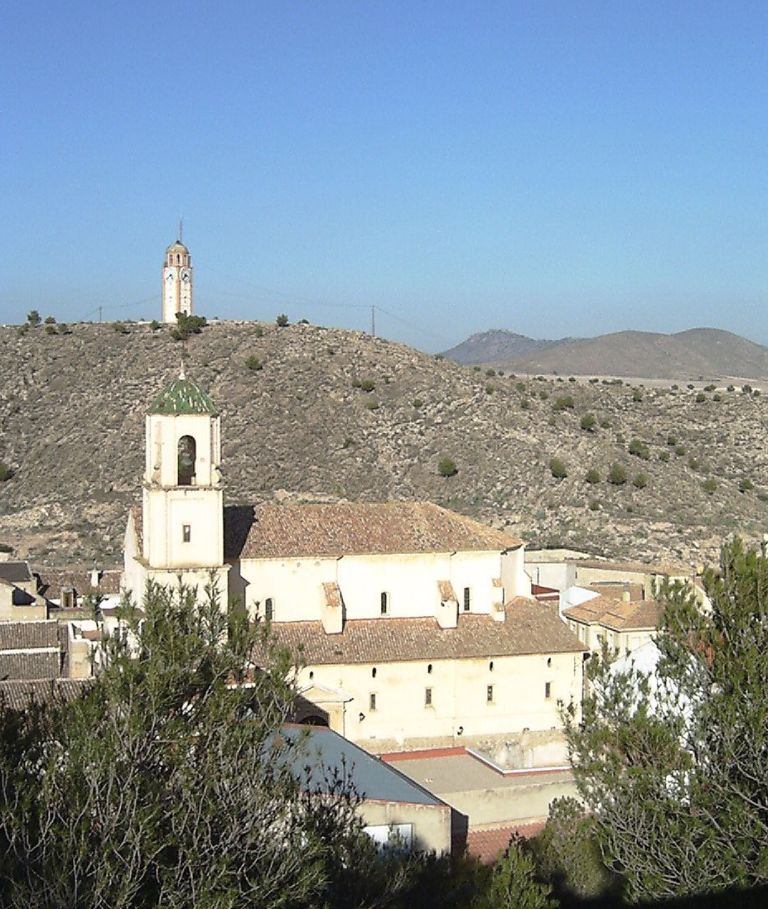
Kirche Mariä Himmelfahrt

## Trivia
Jährlich findet das Trommelfestival (die Tamborada de Tobarra) statt.

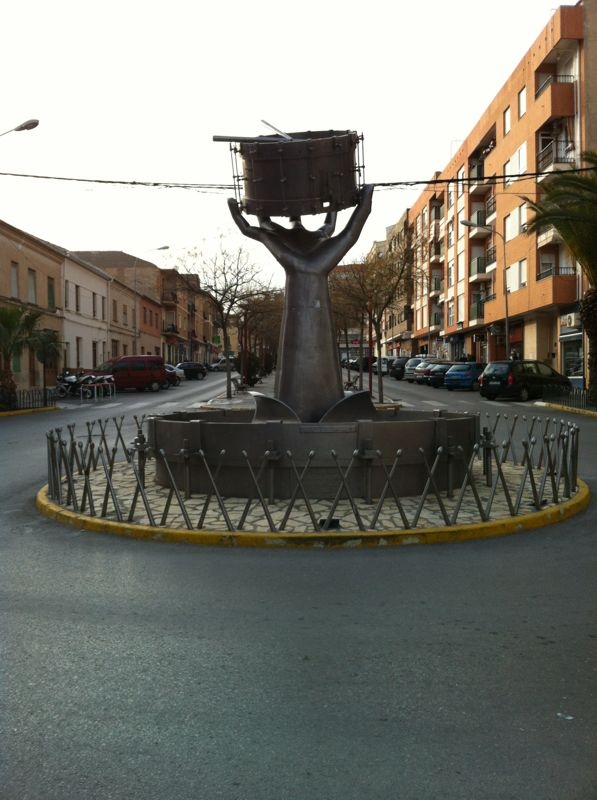
Denkmal Die Trommel (Tambor)
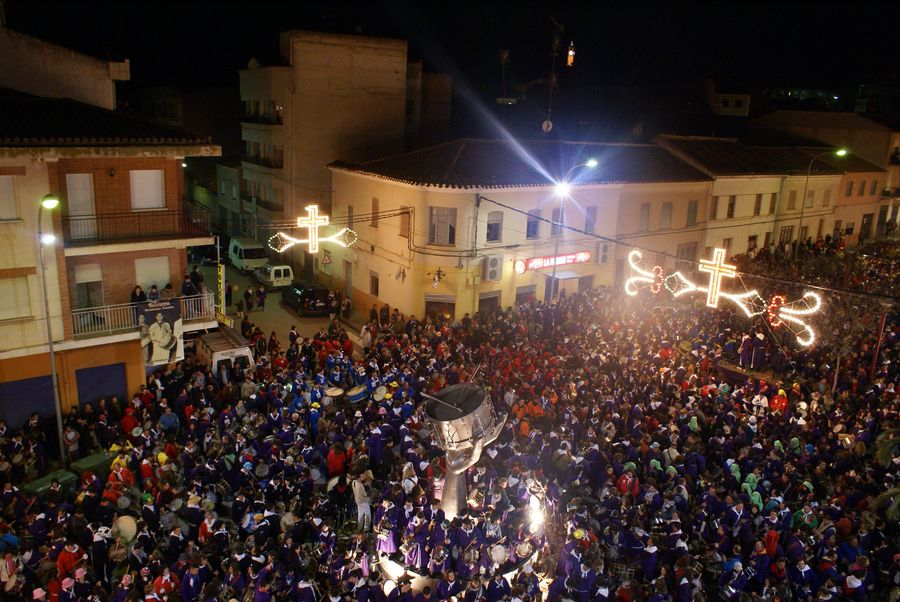
Die Tamborada de Tobarra

## Gemeindepartnerschaft
Mit der spanischen Gemeinde Híjar in der Provinz Teruel (Autonome Gemeinschaft Aragon) besteht eine Partnerschaft.

## Persönlichkeiten
- Antonio Gallego Valcárcel (1787–1857), General, Kriegsminister 1843
- Cristóbal Pérez Pastor (1833–1906), Archivar und Bibliothekar, Literaturhistoriker
- Eleazar Huerta (1903–1974), Romanist und Politiker